# 萨维诺 (市级镇)
萨维诺（羅馬化：Savino）是俄罗斯伊万诺沃州的市级镇、萨维诺区行政中心，位于伊万诺沃州南部，在州府伊万诺沃南偏东方。
建于19世纪，最开始为车站村。该地2021年人口有4,760人；2010年人口5,508；2002年人口6,349；1989年人口7,252。